# Duarte de Meneses
Dom Duarte de Meneses (portuguès: Duarte de Menezes)  (Portugal, 1488 (Gregorià) - Portugal, 1539 (Gregorià)), fou un noble portuguès del segle xvi i un oficial colonial, governador de Tànger 1508-1521 i 1536-1539 i governador de l'Índia portuguesa 1522-1524.

## Biografia
Duarte de Menezes era el fill gran del poderós noble Juan de Meneses, 1er Comte de Tarouca i Prior de Crato, i la seva esposa Joana de Vilhena. Va ser nomenat pel del seu avi reconegut, Duarte de Meneses, 3r Comte de Viana, capità d'Alcàsser-Ceguer.

### Govern a Tànger
El 1508, Duarte de Meneses va succeir al seu pare com a capità portuguès de Tànger, un càrrec que ja havia estat duent a terme amb eficàcia en nom del seu pare des 1507. Es va llaurar una reputació com un cap militar en nombrosos enfrontaments prop de Tànger.

### Govern a l'Índia
El 1521 Duarte de Menezes va ser nomenat pel rei Manuel I de Portugal com el nou governador de l'Índia portuguesa, succeint a Diogo Lopes de Sequeira. Duarte de Menezes va sortir de Lisboa a l'abril de 1521, amb una armada d'onze carraques amb destinació a l'Índia. Estava acompanyat pel seu germà Luís de Meneses, capità d'un dels vaixells. En el tram de sortida, l'armada de Meneses va ser acompanyat per una esquadrilla de quatre vaixells, comandada per Martim Afonso de Mello, amb destinació a la Xina. L'armada de Meneses va arribar a Goa a finals d'agost de 1521 i Duarte va assumir el càrrec a principis de 1522, després de la marxa del seu predecessor.
El govern de Duarte de Menezes com a governador va ser considerat desastrós. Acusat de corrupció, va ser detingut pel seu successor, Vasco de Gama, el 1524, i enviat de tornada a Portugal carregat de cadenes. Va ser empresonat durant gairebé set anys al castell de Torres Vedras, abans de ser finalment alliberat per la intercessió d'amics poderosos.

### Segon govern a Tànger
La rehabilitació de Duarte de Meneses fou prou completa i a l'octubre de 1536 se les va arreglar per a ser nomenat per al seu antic lloc com a governador de Tànger. Va ocupar el lloc fins al gener de 1539, quan va lliurar el govern al seu fill, Juan de Meneses.
Duarte de Meneses va viure la resta dels seus dies a Portugal.